# Кавкаев, Анатолий Петрович
Анатолий Петрович Кавкаев (1 июля 1949 — 31 августа 2021) — советский борец классического стиля, чемпион и призёр чемпионатов СССР и Европы, призёр чемпионатов мира, мастер спорта СССР международного класса (1973), Заслуженный тренер России, Заслуженный работник физической культуры Российской Федерации.

## Биография
Увлёкся борьбой в 1964 году. В 1968 году выполнил норматив мастера спорта СССР. Участвовал в семи чемпионатах СССР (1971—1977). Член сборной команды СССР в 1973-1975 годах. В 1979 году оставил большой спорт. В 1979-1986 годах работал тренером ЦСКА по греко-римской борьбе. Работал старшим тренером-преподавателем СДЮШОР ЦСКА по спортивным единоборствам. В 2000-е годы работал в тренерском штабе сборной России по греко-римской борьбе.

## Спортивные результаты
- Чемпионат СССР по классической борьбе 1971 года — ;
- Чемпионат СССР по классической борьбе 1972 года — ;
- Чемпионат СССР по классической борьбе 1974 года — ;
- Классическая борьба на летней Спартакиаде народов СССР 1975 года — ;